# Leptogorgia dubia
Leptogorgia dubia är en korallart som beskrevs av Kükenthal 1924. Leptogorgia dubia ingår i släktet Leptogorgia och familjen Gorgoniidae. Inga underarter finns listade i Catalogue of Life.